# Alhambra (California)
Alhambra, fundada el 11 de julio de 1903, es una ciudad ubicada en el condado de Los Ángeles en el estado estadounidense de California. En el año 2000, la ciudad tenía una población de 85 804 habitantes y una densidad poblacional de 4 347,7 personas por km². 
Antes de convertirse en ciudad, el lugar fue bautizado como el palacio y fortaleza del mismo nombre situado en Granada, España, a petición de la entonces hija pequeña de Benjamin Davis Wilson, el primer propietario no hispano de las tierras, debido a que aquella tenía afecto por el libro Cuentos de la Alhambra de Washington Irving.
Los concejales de Alhambra son electos para un término de cuatro años según el distrito geográfico. Las elecciones son realizadas en un martes después del primer lunes en el mes de noviembre en años parejos.

## Geografía

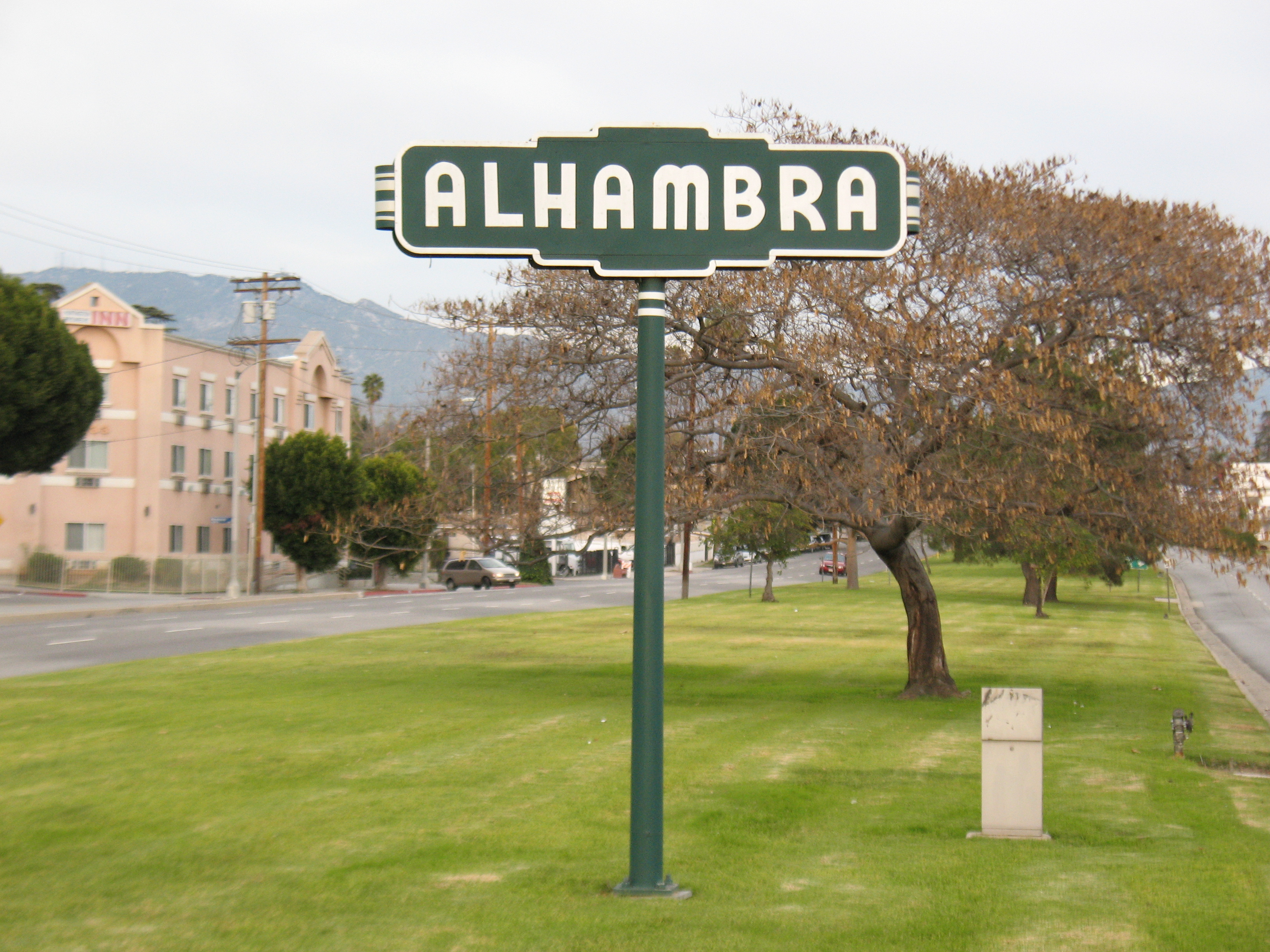
Señal de bienvenida en la ciudad californiana de Alhambra.

Según la Oficina del Censo, la ciudad tiene un área total de 19,7 km² (7,6 mi²), cuya totalidad es tierra firme.

## Economía
Los ingresos medios por hogar en la localidad eran de 39 213 $, y los ingresos medios por familia eran 43 245 dólares. Los hombres tenían unos ingresos medios de 33 847 dólares frente a los 29 122 para las mujeres. La renta per cápita para la localidad era de 17 350 dólares. Alrededor del 14,3% de la población estaba por debajo del umbral de pobreza.

## Educación
El Distrito Escolar Unificado de Alhambra gestiona las escuelas públicas.

## Hermanamiento
- Granada, España[3]